# Тхарінду Еранга
Амарасекара Вагаватте Аппухамілаж Тхарінду Еранга або просто Тхарінду Еранга (нар. 30 травня 1991) — ланкіський футболіст, півзахисник клубу «Ратнам».

## Кар'єра гравця
Футбольну кар'єру розпочав у 2011 році в клубі «Ратнам», кольори якого захищає до теперішнього часу.

## Кар'єра в збірній
З 2013 року Тхарінду Еранга викликається до національної збірної Шрі-Ланки. На даний час за неї провів 11 матчів, забитими м'ячами е відзначався.